# Streptococcus salivarius
Streptococcus salivarius es una especie de bacteria esféricas gram-positiva que coloniza, principalmente, la boca y la zona respiratoria superior de seres humanos algunas horas después del nacimiento, por tanto, la exposición adicional a estas bacterias es inofensiva. Se consideran un patógeno oportunista, encontrando, raramente, en la circulación sanguínea, donde ha estado implicada en casos de septicemia en personas con neutropenia.
La aglutinación del S. salivarius es de uso frecuente en el diagnóstico de la neumonía anormal causada por Haemophilus influenzae, (llamado vulgarmente bacilo de Pfeiffer).
Streptococcus thermophilus, miembro del grupo de S. salivarius, es un estreptococo usado, comercialmente, para producir el yogur y algunas clases de queso. Trabaja junto con  Lactobacillus delbrueckii. Ambos, son homofermentantivos y producen ácido láctico, además de dióxido de carbono y alcohol. La temperatura óptima para el crecimiento del S. thermophilus es de 42 °C mientras que baja a 37 °C para el S. salivarius.
- Datos: Q139986
- Multimedia: Streptococcus salivarius / Q139986